# Лучшие песни в сопровождении симфонического оркестра
„Лучшие песни в сопровождении симфонического оркестра“ (друго име – Live) е концертен албум на Николай Носков. Издаден е от лейбъла NOX Music и съдържа 16 песни. Албумът включва песни, които са изпълнени от него по време на концерта „Дышу тишиной“ в Държавния кремълски дворец. Песента „Очарована, околдована“ не е включвана в никой от неговите албуми.

## Песни от албума
1. Дышу тишиной
2. Зимняя ночь
3. Очарована, околдована
4. Исповедь
5. Узнать тебя
6. Дай мне шанс
7. На Руси
8. Доброй ночи
9. Снег
10. Романс
11. Это Здорово
12. В рай
13. Я тебя прошу
14. Белая ночь
15. Паранойя
16. Я тебя люблю